# Иофинов, Соломон Абрамович
Соломон Абрамович Ио́финов (1907 — 1997) — советский военный инженер, лауреат Сталинской премии 1951 года.

## Биография
Родился 17 (30 июля) 1907 года в Витебске (ныне Беларусь).
Окончил вуз в Ленинграде и работал там же на одном из заводов.
С 23.6.1941 по 1.7.1968 на военной службе. Осенью и зимой 1941 года участвовал в обороне Ленинграда в составе 182-й сд 11-й армии Северо-Западного фронта.
В 1944 года числится как старший помощник начальника отдела УЗПМВ ГАУ КА (Управление заказов и производства миномётного вооружения Главного артиллерийского управления Красной Армии).
С 1950 года возглавлял военную приёмку (с 1960 года — военное представительство) на Заводе № 575 (Ковровский механический завод).
Вышел в отставку 1.7.1968 в звании инженер-полковника. Член ВКП(б).
Брат — Самуил Абрамович Иофинов, учёный.

## Признание
- Сталинская премия второй степени (1951) — за работу в области военной техники.
- два ордена Красной Звезды (18.11.1944, 30.12.1956)
- медаль «За победу над Германией в Великой Отечественной войне 1941—1945 гг.» (9.5.1945)
- медаль «За боевые заслуги» (19.11.1951).